# Konjički šport
Konjički šport, jedan je od najstarijih športova; obuhvaća jahanje, galopske i kasačke utrke, dresurno jahanje, preponsko jahanje, lovno jahanje, polo i dr. 
Obuhvaćaju paradne skokove, galopske utrke sa zaprekama i dresuru, a sve su to načini provjeravanja sposobnosti konja da skače i izvodi određene kretnje, a sve su u programu Olimpijskih igara. Konjički sportovi uključuju i utrke bez zapreka, paradne skokove i galopske utrke sa zaprekama, a džokeji jašu na posebnim uzgojenim, čistokrvnim konjima. Konjički sport je i polo, kod kojega se dvije ekipe jahača natječu u postizanju pogodaka.

## Povijest
Prva jahačka natjecanja održana su na 33. Olimpijadi. Športsko jahanje razvilo se u Engleskoj u 18. stoljeću. Od 1912. konjička natjecanja uvrštena su u program Olimpijskih igara.

## Konjičke utrke
U početku su ljudi konje koristili kao pomoć pri fizičkim radovima, a vremenom su shvatili da oni mogu biti korisni i na druge načine, poput natjecanja. Ima više vrsta konjičkih utrka: preponsko jahanje, dresurno jahanje, daljinsko jahanje, zatim polo koji je malo grublji konjički šport. Također se može uvrstiti: i kasački i galopski šport. Najbrži način kretanja konja je galop. Kasački šport se može odvijati pod sedlom ili u sulkama. Sulke su male lagane kočije na kojima sjedi onaj koji upravlja konjem. U Zagrebu je zagrebački hipodrom na kojem je mogućnost odvijanja svih popularnih konjičkih športova.
Prva konjička noćna utrka u svijetu održana je 2022. u Pleternici.
Seljačke konjičke utrke, održavane od 1879. do 1900.-ih bile su popularne u Hrvatskoj.

## Paradni skokovi
Jahači jašu na konjima i izvode niz skokova preko umjetnih brana, zidova i vodenih zapreka. Natjecatelj dobiva kaznene bodove ako njegov konj odbija skočiti ili sruši zapreku ili prekorači zadano vrijeme. Pobjeđuje natjecatelj s najmanje kaznenih bodova.

## Utrke
Utrke mogu biti bez prepreka i sa zaprekama. Ima natjecatelja, poput English Grand National - galopska utrka s preprekama-poznatih u cijelom svijetu koja privlači na tisuće gledatelja te uključuju i klađenje na razne trkače. Konji ponekad nose dodatni teret pod sedlom, kao i džokej(jahač).
- Polo

U ovoj igri sudjeluju dvije ekipe po četiri igrača na svakom polju. Igrači jašu ponije za polo i koriste batić za udaranje lopte koja treba završiti u protivničkom golu. Igra se sastoji od najviše osam razdoblja u trajanju od sedam minuta, takozvanih chukkera. Jahači obično mijenjaju ponije nakon svakog  chukkera.
- Utrke bez prepreka

Konji se utrkuju na udaljenostima od 1-3 km ili više. Mnoge zemlje slijede englesku tradiciju klasičnih utrka za trogodišnjake, što uključuje Derby, i Oaks na 2,4 km za ždrebice.
- Preskakivanje

Glavne vrste utrka s preskakivanjem jesu preskakivanje zapreka za trogodišnjake i starije konje, te galopske utrke sa zaprekama za četverogodišnjake i starije. Zapreke su niske i mogu se dotaknuti;zapreke kod galopskih utrka su veće i uključuju rovove i vodene zapreke.

## Natjecanje
U trodnevnom natjecanju jahači vode svoje konje svaki dan kroz drugu disciplinu da bi provjerili sve aspekte sposobnosti svojih konja. Dresura provjerava poslušnost konja, a skokovi pokazuju njegovu moć oporavljanja. Postoji i provjera izdržljivosti u četiri faze, a uključena je i galop utrka sa zaprekama.

### Kros
Kros se odvija na stazi dugoj do 7 km s oko 30 fiksnih zapreka svih vrsta. Utrka se mora završiti za određeno vrijeme da bi se izbjegli kazneni bodovi. Najprivlačniji su često skokovi, a uključuju vodu, kliske terene, travnate uzvisine, stepenice, čvrste zidove i ponore.

### Dresura
Kod dresure svaki natjecatelj vodi svog konja kroz korake, figure, manevriranje i zaustavljanje. Suci dodjeljuju bodove za kakvoću izvedbe. Dresura je sport s propisanom formom i jahači nose šešir i frak ili vojničku odoru; potrebno je puno discipline i školovanja.

### Jahanje
Prije svakog jahanja konja je potrebno osedlati. Potrebna oprema za pravilno osedljavanje je: stremen, sedlo, uzda i vodice.
Prvi korak počinje na način da jahač uči kako krenuti, zaustaviti se, navoditi i kontrolirati brzinu konja svojim rukama, nogama i tjelesnom težinom. Prirodni načini kretanja konja su:
- - korak
  - kas
  - lagani galop
  - galop

### Teoretski prikaz preskakivanja grede
1. konj čini odraz  - jahač se naginje naprijed u bokovima.
2. konj podvija prednje noge - jahač olabavljuje vodice da bi oslobodio konju glavu i vrat.
3. konj podiže stražnje noge isteže se da bi izveo pravilan skok - jahač gleda ravno prada se.
4. konj vrši doskok.